# Sieggraben
Sieggraben (Hongaars: Szikra , Kroatisch: Sigrob) is een gemeente in de Oostenrijkse deelstaat Burgenland, gelegen in het district Mattersburg (MA). De gemeente heeft ongeveer 1300 inwoners.

## Geografie
Sieggraben heeft een oppervlakte van 17,7 km². Het ligt in het uiterste oosten van het land.
Antau · Bad Sauerbrunn · Baumgarten · Draßburg · Forchtenstein · Hirm · Krensdorf · Loipersbach · Marz · Mattersburg · Neudörfl · Pöttelsdorf · Pöttsching · Rohrbach bei Mattersburg · Schattendorf · Sieggraben · Sigleß · Wiesen · Zemendorf-Stöttera
- Gemeinsame Normdatei: 4620485-4
- Virtual International Authority File: 239648717